# N16 (Kamerun)
Die N16 ist eine Fernstraße in Kamerun, die in Loum an der Ausfahrt der N5 beginnt und in Mundemba endet. In Kumba verläuft ein kurzes Teilstück gemeinsam mit der N8. Sie ist 152 Kilometer lang.